# علم منطقة باغو
يصور علم منطقة باغو اثنين من طائر الحمسا [الإنجليزية] (من أنواع الاوز) الذهبيين، واحدة أنثى تجلس على ظهر الذكر، على دائرة بيضاء محاطة بخطوط خضراء في وسط خلفية زرقاء. الاسم "منطقة باجو"( ပဲခူးတိုင်းဒေသကြီး) مكتوبة باللغة البورمية فوق الطيور.

## الرمزية
وفق الأسطورة المحلية، تأسست مدينة باغو في الموقع الذي هبط فيه ذكر طير الحمسا [الإنجليزية] على صخرة واحدة فوق مياه الفيضانات وترك الأنثى تقف على ظهره، أثناء فيضان هائل، ومن هنا جاء اعتماد هذا الزوج من طائر الحمسا [الإنجليزية] على علم وختم باغو.

## العلم السابق
العلم السابق لمنطقة باغو، الذي تم اعتماده في عام 1974، يصور خمسة على خلفية زرقاء. "قسم باجو" (ပဲခူးတိုင်း، الاسم السابق لمنطقة باغو، مكتوب باللغة البورمية أسفل الطائر. بعد إعادة تسمية التقسيمات الإدارية في ميانمار في عام 2010، تغير الاسم الموجود على العلم أيضًا وفقًا لذلك - كلمة "منطقة كبيرة" ( ဒေသကြီး ) تمت إضافتها لتصبح "منطقة باجو" (ပဲခူးတိုင်းဒေသကြီး). حوالي عام 2018، بدأ ظهور تصميم جديد في البطولات الرياضية، يستبدل الحمسة الذهبية المفردة بحمستين ذهبيتين على دائرة بيضاء محاطة باللون الأخضر.
العلم السابق لولاية مون يشبه علم منطقة باغو ما قبل عام 2018، ولكن الحروف والنصوص الموجودة فيه لها نسب وتصميمات مختلفة.